# Никола (Позднев)
Нико́ла (до 1923 года — Николай, в миру Пётр Алексе́евич По́зднев; 1853, село Слободка, Царевский уезд, Астраханская губерния — 1 сентября 1934, Москва) — епископ Русской древлеправославной церкви, архиепископ Московский, Саратовский и всея России древлеправославных христиан (1923—1934).
До 1922 года принадлежал к Православной Российской Церкви. В 1922—1923 был обновленческим архиереем. В 1923 года перешёл к старообрядцам («беглопоповцам»), став их первым архиереем.

## Биография
Родился в 1853 года в селе Слободка Царевского уезда Астраханской губернии в семье псаломщика.
В 1868 года окончил Астраханское духовное училище. В 1874 года окончил Астраханскую духовную семинарию. В 1879 года окончил Казанскую духовную академию со степенью кандидата богословия.
5 июля 1879 года назначен заведующим Самаркандского городского туземного училища.
24 сентября 1882 года назначен преподавателем Оренбургского духовного училища. Преподавал латинский, греческий и татарский языки.
11 октября 1884 года назначен преподаватель Оренбургской духовной семинарии, где преподавал логику и философию.
20 декабря 1886 года удостоен степени магистра богословия за диссертацию диссертацию «Дервиши в мусульманском мире».
21 октября 1887 года рукоположён в сан священника и назначен смотрителем Пензенского духовного училища. Награждён набедренником. Награжден бархатной фиолетовой скуфьёй. 15 марта 1890 года награжден камилавкой.
27 апреля 1894 года награждён наперсным крестом, от Святейшего Синода выдаваемым.
5 сентября 1894 года назначен ректором Пензенской духовной семинарии, с возведением в сан протоиерея.
В 1906 году во время студенческих волнений в период первой русской революции на него было совершено покушение.
По собственному желанию был уволен с должности ректора Пензенской духовной семинарии. 19 декабря 1906 года назначен настоятелем Троицкого собора города Балашова и благочинный балашовских городских церквей.
19 марта 1907 года назначен священником Вознесенско-Горянской церкви Саратова. 6 мая 1908 года награжден наперсным крестом без украшений из Кабинета Его Императорского Величества.
12 февраля 1910 года назначен настоятелем Александро-Невского кафедрального собора Саратова и благочинным собора.
31 августа 1912 года утверждён штатным членом Саратовской духовной консистории.
6 мая 1913 года награждён наперсным крестом с украшениями из Кабинета Его Императорского Величества.
В 1921 году овдовел. В том же году назначен епископом Балашовским, викарием Саратовской епархии. Принял монашество.
11 июля 1921 года хиротонисан во епископа Балашовского, викария Саратовской епархии. Хиротонию в г. Саратове совершали архиепископ Тихон (Оболенский), епископы Досифей (Протопопов) и Иов (Рогожин). Одновременно назначен настоятелем Саратовского Преображенского мужского монастыря.

### В обновленчестве
В 1922 году уклонился в обновленчество, признав обновленческое ВЦУ. «Совершенно неожиданно к обновленцам перешёл престарелый викарный епископ Николай [Позднев], живший в мужском монастыре. Объясняли это тем, что „старик выжил из ума“». Член саратовской группы «Живой Церкви».
19 июля 1922 года назначен епископом Саратовским и Петровским председателем обновленческого Саратовского епархиального управления. 22 сентября 1922 года возведён в сан архиепископа.
Осенью 1922 года примкнул к Союзу Церковного Возрождения. В 1922 года был одним из редакторов саратовского журнала «Друг православного народа».
29 апреля 1923 года газета «Правда» опубликовала его заявление: «действительной причиной сопротивления бывшего патриарха Тихона изъятию церковных ценностей были его монархизм и сношения с белогвардейской эмиграцией, заявляя, что Тихон виновен и Советская власть должна покарать его».
В апреле-мае 1923 года был участником обновленческого «Всероссийского Поместного Собора».

### Переход к старообрядцам
В 1923 году, по его собственным словам, разочаровался в обновленчестве. Но и в Патриаршую церковь не вернулся, так как его недовольство вызывали разделения и раздоры, которыми живут и занимаются сторонники Патриаршества и живоцерковцы в Господствующей Российской церкви. Однако известно его обращение в обновленческий синод от 28 октября 1923, в котором говорилось:

Ввиду крайне тяжёлых душевно-нравственных и материальных обстоятельств, сложившихся в моей жизни в настоящее время, вследствие желания моих врагов удалить меня с занимаемого мною места, покорнейше прошу Священный Синод разрешить мне перейти с сущем сане к староверам-старообрядцам, приемлющим священство от Православной Церкви, чтобы объединить всех раскольников и сблизить их с Св. Православною Церковию Христовой. О сем просит меня усиленно существующая у всех староверов в России в настоящее время специальная комиссия по отысканию для них канонически законного епископа. К сему имею долг присовокупить, что я даю обязательство до конца дней моей земной жизни пребывать в каноническом общении с Священным Синодом.
Однако обновленческий Синод на своём заседании 29 октября 1923 года выдвинул неприемлемые для старообрядцев условия присоединения к ним владыки Николая — в частности, не должно быть допущено со стороны старообрядцев никакого чиноприемства над Епископом Николаем (тогда как старообрядцы настаивали на его приёме через миропомазание). Тогда владыка Николай принял решение присоединиться к старообрядцам на их условиях. 4 ноября 1923 года в Саратове он был принят в старообрядчество священником Николой Тихомировым вторым чином (через миропомазание) в сане архиепископа. С этого времени он именовался не Николаем, а Николою, как принято у старообрядцев.
5 ноября 1923 года Всероссийским обновленческим Синодом уволен на покой, а 27 ноября 1923 года запрещён в священнослужении.
Владыка Андрей (Ухтомский), убеждённый сторонник диалога Русской православной церкви со старообрядцами, резко негативно отзывался о деятельности архиепископа Николы:

В 1922 году явилась «Живая церковь»; и среди живоцерковников оказался викарный Саратовский епископ Николай Позднев, бывший ректор Саратовской духовной семинарии. — Этот недостойный старик так наконец возмутил всех своим предательским поведением по отношению к своему главному епископу, что его саратовцы выгнали. Тогда он решил стать старообрядцем; а беглопоповцы до такой степени потеряли смысл церковности, что приняли его в качестве своего «главы». — Такова стойкость в убеждениях у бывших учёных воспитателей «никонианского» юношества! И таково непонимание церковной жизни у сменившихся, новых руководителей беглопоповства, которые отвергли белокриницкого митр. Амвросия, старца несомненно честного, и сделали главою своей иерархии человека заведомо бесчестного.

### Старообрядческий архиерей
19 декабря 1923 года собрание старообрядцев, прошедшее в Саратове, признало его приём законным и избрало архиепископа Николу председателем Духовного совета. С этого времени он именовался архиепископом Московским, Саратовским и всея России древлеправославных христиан.
21 мая 1924 года постановлением Всероссийского обновленческого Синода разрешено возглавить общины старообрядцев-беглопоповцев, а 27 мая 1924 года снято запрещение в священнослужении.
В 1924 года архиепископ Никола выступил с докладом на Всероссийском соборе Древлеправославной церкви в Москве, в котором, в частности, сказал:

Я убедился в душе, что Истина и Правда Христова содержатся и хранятся в чистоте, святости, не поврежденности и не изменяемости только у одних старообрядцев, приемлющих священство от господствующей церкви Российской, что только они ненарушимо и твердо хранят и исполняют все древлеправославные канонические правила.
В том же году он в сослужении древлеправославного духовенства сварил новое миро.
В 1929 года, после перехода к Древлеправославной церкви епископа Стефана (Расторгуева), появилась возможность рукополагать новых архиереев (по каноническим правилам, епископа могут рукополагать два или три архиерея). В том же году владыки Никола и Стефан совершили хиротонию епископа Пансофия (Ивлиева). В других архиерейских хиротониях участия не принимал.
Архиепископ Никола скончался 1 сентября 1934 года. Похоронен на Рогожском кладбище в Москве.

## Труды
- Памятная записка о помещениях Пензенской духовной семинарии от начала её существования и, в частности, об устройстве нового здания для неё в 1894—1899 гг. // Пензенские епарх. ведомости. — 1899. — № 20.